# Silvretta-Hochalpenstraße
Die Silvretta-Hochalpenstraße führt vom Vorarlberger Montafon über das Vermunt und die Bielerhöhe durch die Berge der Silvretta ins Tiroler Paznaun, das Tal der Trisanna. Die 22,3 km lange Straße zwischen Partenen und Galtür ist mit 400.000 Benutzern eine der beliebtesten Gebirgsstraßen der österreichischen Alpen. Die mautpflichtige Straße ist Werk und Eigentum der illwerke vkw und wird von deren Tochtergesellschaft Golm Silvretta Lünersee Tourismus bewirtschaftet.
2025 bleibt sie geschlossen, weil es nach Verschüttungen im Sommer 2024 trotz eingerichteter Schutzmaßnahmen weiterhin Gefahren durch herabstürzende Felsbrocken und weitere Murenabgänge gibt.

## Streckenbeschreibung
Die Silvretta-Hochalpenstraße ist Teil der Silvrettastraße (B 188), nur im Sommer, üblicherweise ab Mai und je nach Wetterlage bis weit in den Herbst hinein (Schließung 2021 beispielsweise erst am 25. November) geöffnet und für Kraftfahrzeuge mautpflichtig (2022: 18 € für PKW bis neun Personen).
Die westliche Anfahrt mit 32 Kehren beginnt am Ortsende von Partenen und ist bis zur Bielerhöhe bzw. bis zum Silvretta-Stausee etwa 15 Kilometer lang. Die maximale Steigung beträgt 12 Prozent.
Der östlich vom See liegende Teil der Silvretta-Hochalpenstraße liegt in Tirol und beginnt am östlichen Ende des Galtürer Ortsteils Wirl im Paznaun, besitzt nur zwei Kehren und ist zum selben Ziel etwa zehn Kilometer lang. Die Mautstelle liegt etwas westlich der Abzweigung zum Zeinisjoch und Kopssee auf 1725 m Höhe.
An der Bielerhöhe befinden sich mehrere Gaststätten. Etwas unterhalb des höchsten Punktes der Straße (2037 m ü. A.) befindet sich der Silvretta-Stausee. Auf einem gut ausgebauten Wanderweg kann man den See umrunden.
Die Silvretta-Hochalpenstraße ist ein oft gewählter Schauplatz von Motorsportveranstaltungen, unter anderem Oldtimer-Rallyes, oder Radrennen.

## Geschichte
Die Silvretta-Hochalpenstraße entstand während der Stausee- und Kraftwerksbautätigkeiten durch die Vorarlberger Illwerke. Diese ließen bereits 1925, nach dem Baubeschluss für das Vermuntwerk, einen alten unbefestigten Karrenweg von Partenen hinauf zum Vermuntsee als Transportweg verbreitern, damit Zement- und Kieslastwagen ihre Fracht bis zur Baustelle der Vermunt-Staumauer bringen konnten. Nach der Fertigstellung 1930 tat sich nicht mehr viel.
Erst ab 1938, beschleunigt durch den „Anschluss“ Österreichs an Deutschland, wurde die Strecke bis auf die Bielerhöhe verlängert, um dort die Silvretta-Staumauer anzulegen. Im weiteren Verlauf der Bauarbeiten wurden vermehrt Kriegsgefangene und Zwangsarbeiter, oft unter unmenschlichen Bedingungen, eingesetzt. Mit dieser Ausbauphase verlor der historisch bedeutsame Übergang am Zeinisjoch endgültig seine Bedeutung. Über den Umweg der Silvrettastraße rückten nun auch die Ortschaften Partenen und Galtür weiter auseinander.
Die endgültige Fertigstellung der Verbindung zwischen Partenen und Galtür und somit der Hochalpenstraße war gewissermaßen ein Produkt des Zufalls: Sämtliche angefragten Baufirmen trauten sich den Bau der kurvenreichen Straße vom Vermuntsee durch schwieriges Gelände nach Partenen nicht zu. Zudem fanden die Verantwortlichen sich mit dem Problem, dass aus der Zeit des Staumauerbaus auf der Bielerhöhe noch ein übergroßer Bagger stand, konfrontiert. Anstatt ihn für den Rücktransport ins Tal zu zerlegen und per Seilbahn nach Partenen zu schaffen, so wie er auch Jahre davor heraufbefördert worden war, bahnte sich der Bagger in den Jahren 1951 bis 1954 aus eigener Kraft seinen Weg durch das steil abfallende Tal nach Partenen, womit die Grundlage für die heutige Trasse geschaffen war.
Damit war eine durchgehende Straße geschaffen, die 1954 für den öffentlichen Verkehr freigegeben und bis 1961 auf ihrer gesamten Länge zweispurig ausgebaut wurde.

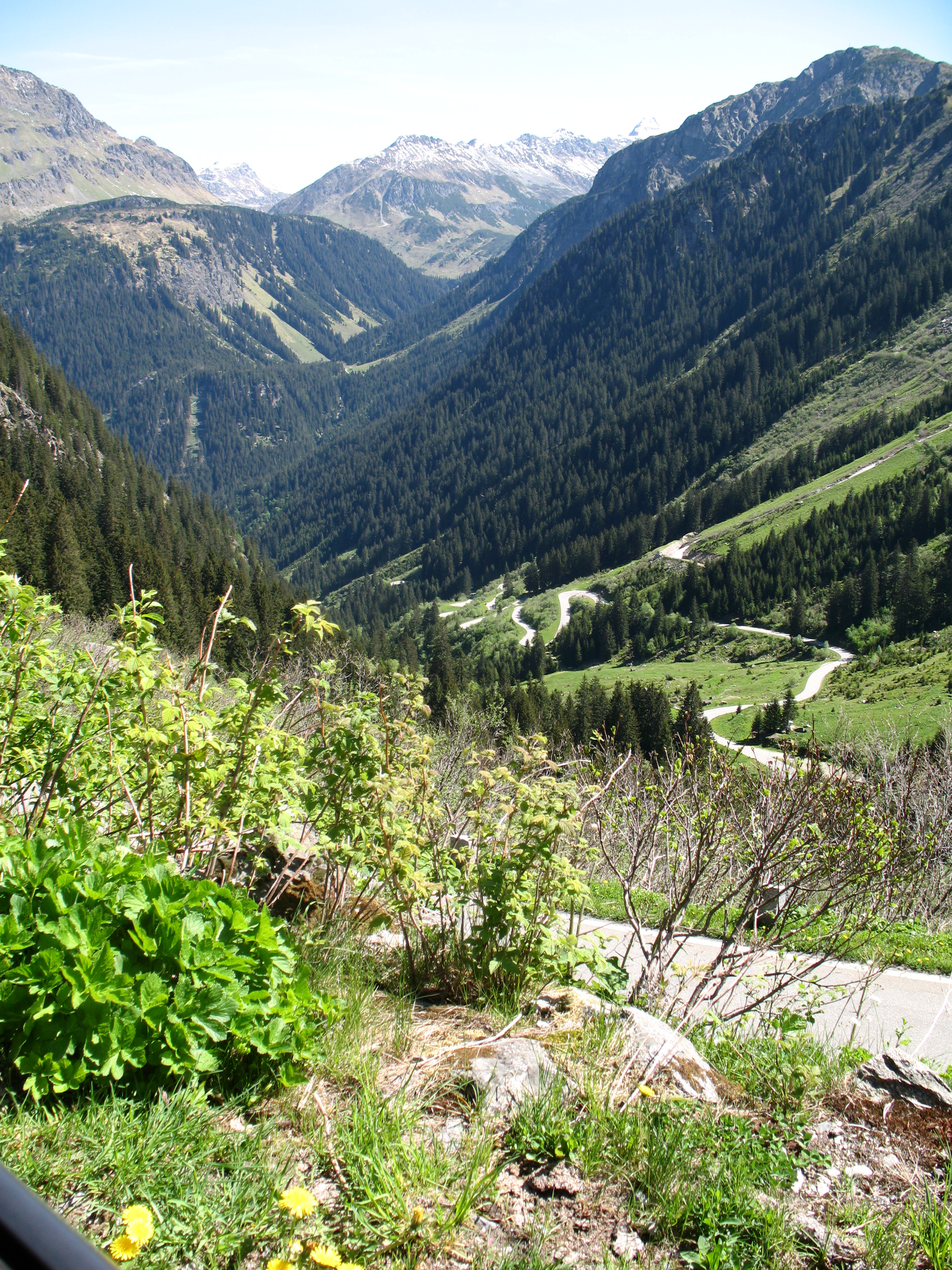
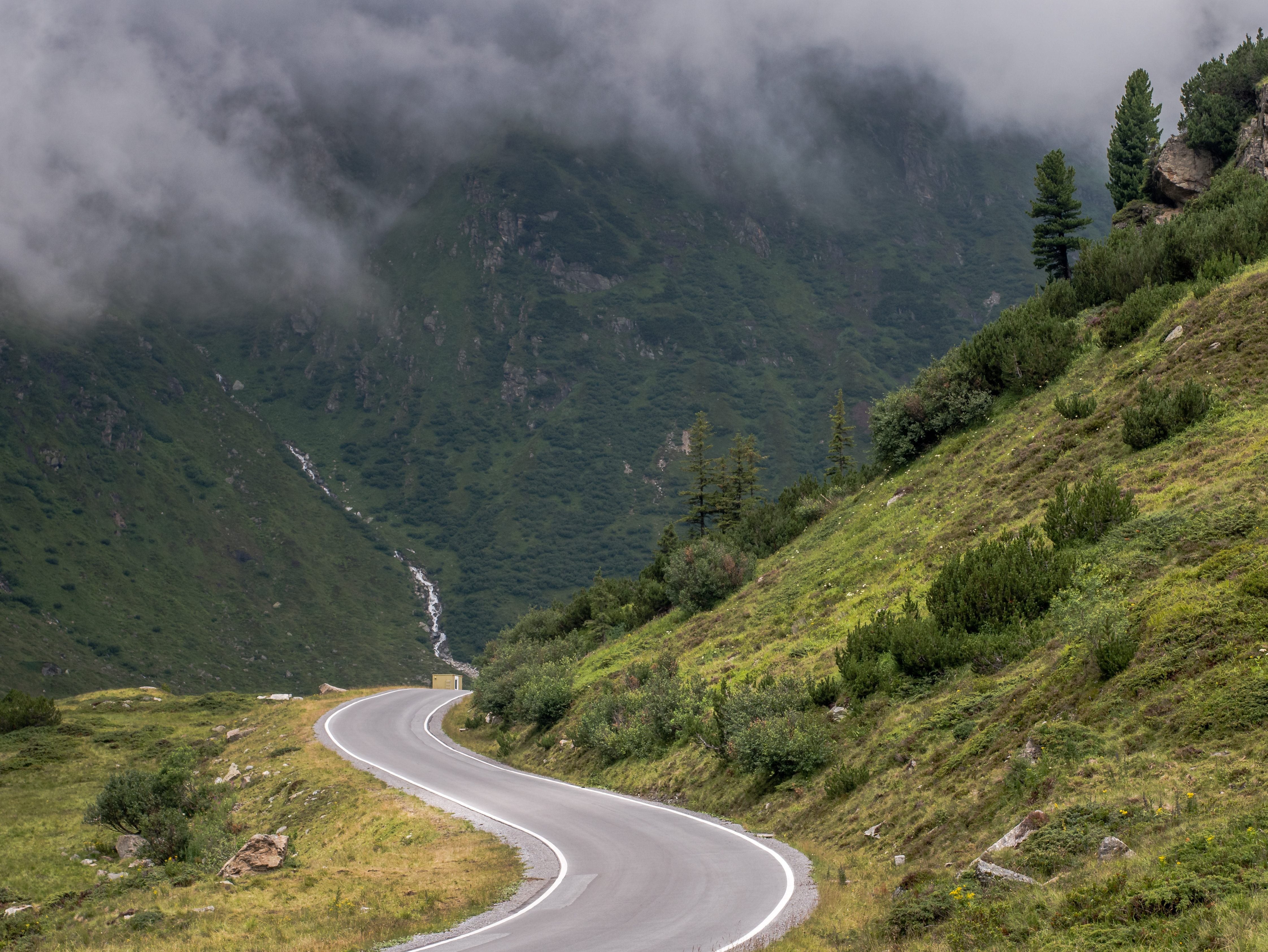
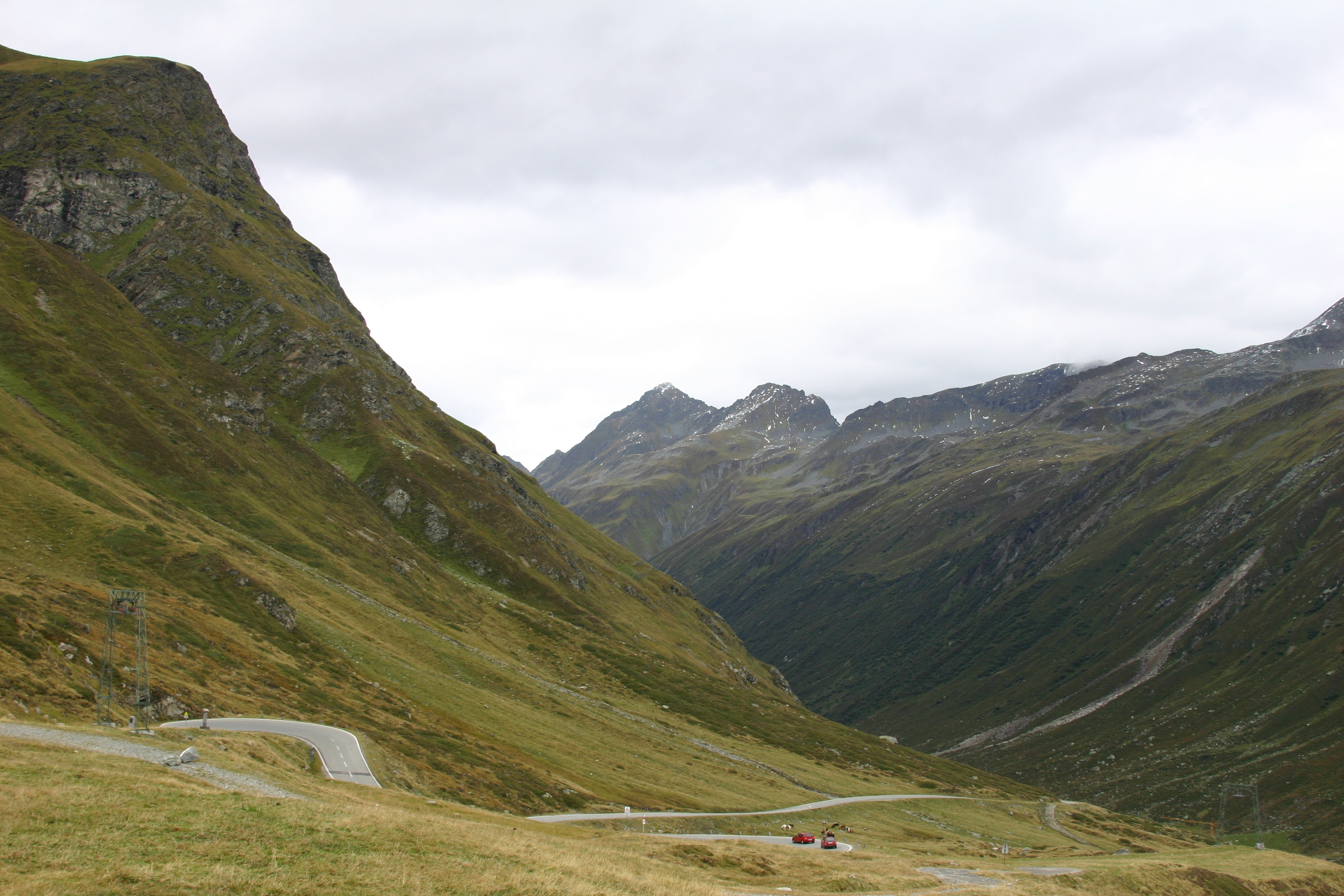
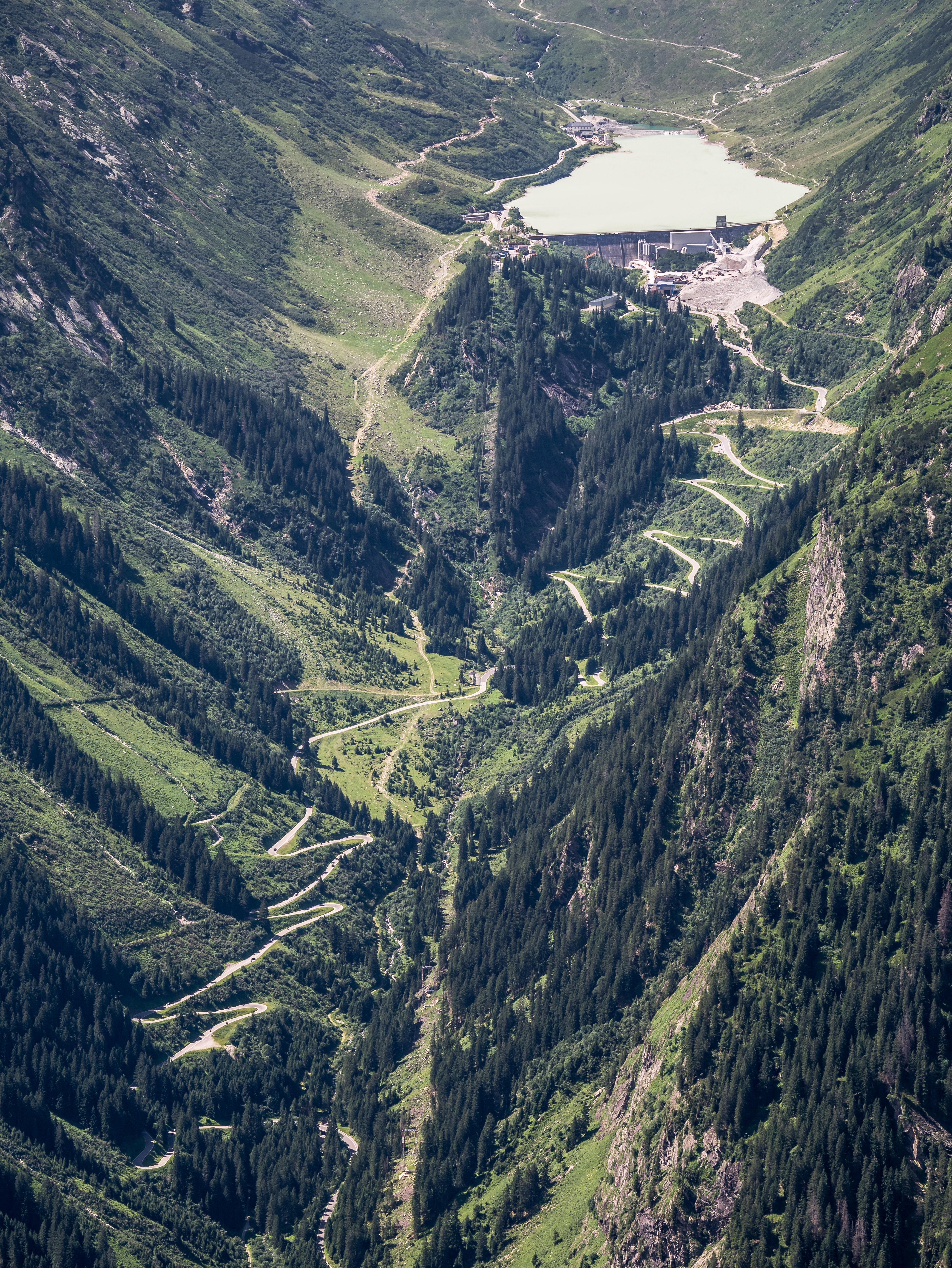
Blick von der Versalspitze zur Silvretta-Hochalpenstraße und zum Vermuntsee
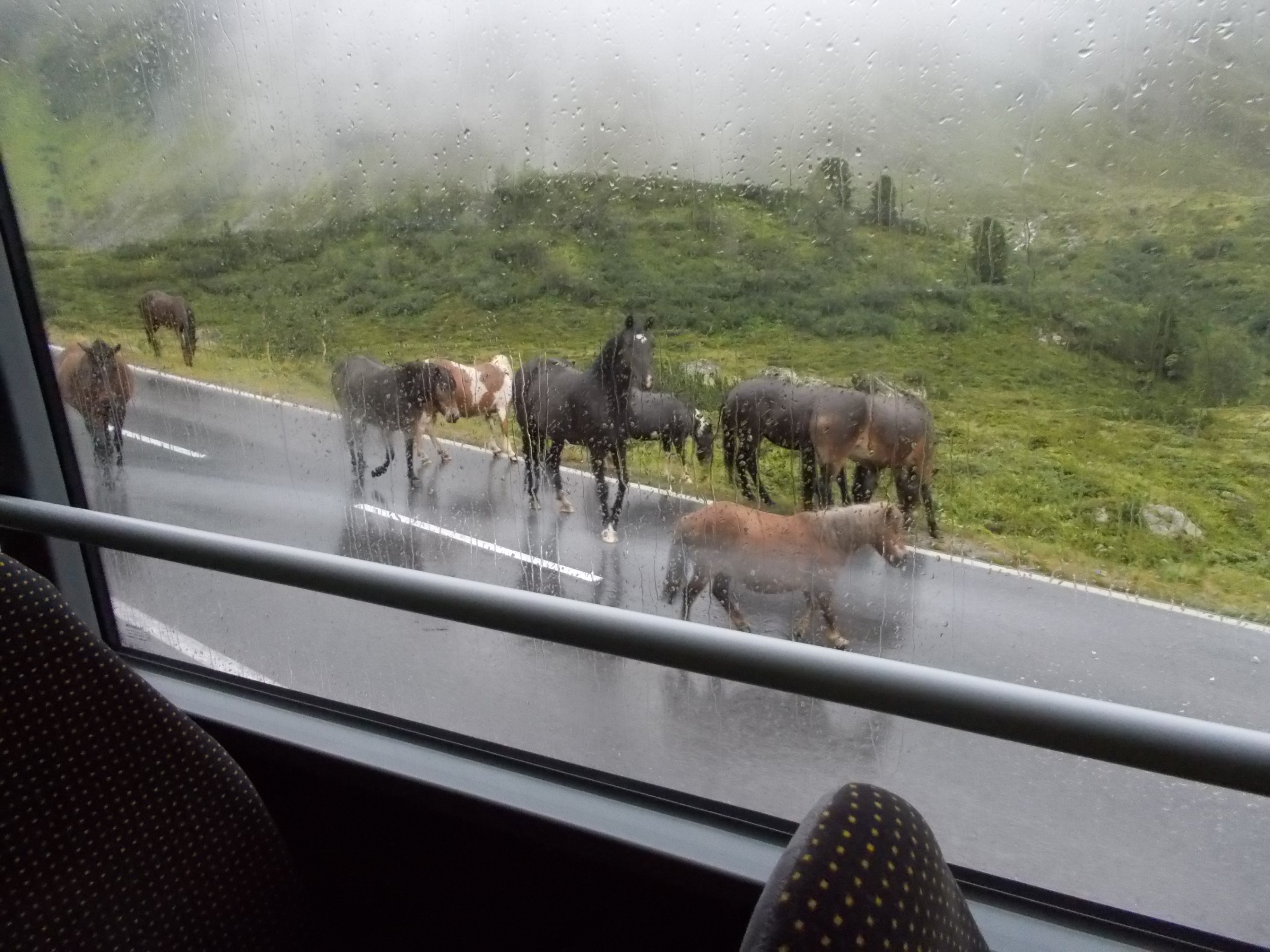
Ausgebüxte Weidetiere auf der Silvretta-Hochalpenstraße im Bereich Großvermunt.

Am 12. Juli 2024 ging ein kleinerer Felssturz zwischen den Kehren 13 und 14 auf die Straße nieder, am nächsten Tag folgte nach starkem Regen eine weitaus umfangreichere Mure, die die Straße auf 135 m Länge 3 bis 4 m hoch zuschüttete. Die Bielerhöhe und der Vermuntsee sind seither mit Kfz vorläufig nur von der Tiroler Seite erreichbar. Am 16. August des gleichen Jahres ging abends, wiederum bei starkem Regen, eine weitere Mure an der gleichen Stelle nieder und verschüttete drei Bagger, die dort für Beräumungsarbeiten standen.

## Sommer- und Winterbetrieb
Im Sommer bestehen auch Busverbindungen von Landeck und von Bludenz über die Silvretta-Hochalpenstraße (bzw. die Silvrettastraße) zur Bielerhöhe.
Aufgrund des regen Weidebetriebs an der Straße ist mit Tieren auf der Fahrbahn und Schäden an Fahrzeugen zu rechnen.
Die Wintersperre dauert üblicherweise von November bis Mai. Bei sehr spät einsetzenden Schneefällen kann die Straße durchaus bis kurz vor Weihnachten offen sein. Nach dem schneereichen Winter 2018/19 wurde sie hingegen erst am 20. Juni 2019 geöffnet, in der Saison 2021 nach ungewöhnlich kühlem Frühling ebenso erst am 18. Juni. Im Winter findet aber im oberen Streckenbereich der Shuttlebus-Betrieb für das Skigebiet Bielerhöhe statt, für die Besucher erfolgt der Zugang über die Vermuntbahn von Partenen.